# Lista de singles número um em 2016 (Portugal)
O Top Português de Singles classifica os singles e faixas com melhor desempenho em Portugal, conforme compilado pela Associação Fonográfica Portuguesa .
| Semana  | Canção               | Artista(s)                         | Referências |
| ------- | -------------------- | ---------------------------------- | ----------- |
| 1/2016  | "Sorry"              | Justin Bieber                      |             |
| 2/2016  | "Sorry"              | Justin Bieber                      |             |
| 3/2016  | "Sorry"              | Justin Bieber                      |             |
| 4/2016  | "Sorry"              | Justin Bieber                      | [ 1 ]       |
| 5/2016  | "Pillowtalk"         | Zayn                               |             |
| 6/2016  | "Love Yourself"      | Justin Bieber                      |             |
| 7/2016  | "Love Yourself"      | Justin Bieber                      |             |
| 8/2016  | "Work"               | Rihanna com Drake                  |             |
| 9/2016  | "Work"               | Rihanna com Drake                  |             |
| 10/2016 | "Work"               | Rihanna com Drake                  | [ 2 ]       |
| 11/2016 | "Work"               | Rihanna com Drake                  |             |
| 12/2016 | "Work"               | Rihanna com Drake                  |             |
| 13/2016 | "Work"               | Rihanna com Drake                  | [ 3 ]       |
| 14/2016 | "Cheap Thrills"      | Sia                                |             |
| 15/2016 | "Cheap Thrills"      | Sia                                |             |
| 16/2016 | "Cheap Thrills"      | Sia                                |             |
| 17/2016 | "Cheap Thrills"      | Sia                                |             |
| 18/2016 | "One Dance"          | Drake com Wizkid e Kyla            |             |
| 19/2016 | "One Dance"          | Drake com Wizkid e Kyla            |             |
| 20/2016 | "One Dance"          | Drake com Wizkid e Kyla            | [ 4 ]       |
| 21/2016 | "One Dance"          | Drake com Wizkid e Kyla            |             |
| 22/2016 | "One Dance"          | Drake com Wizkid e Kyla            |             |
| 23/2016 | "One Dance"          | Drake com Wizkid e Kyla            |             |
| 24/2016 | "One Dance"          | Drake com Wizkid e Kyla            |             |
| 25/2016 | "One Dance"          | Drake com Wizkid e Kyla            |             |
| 26/2016 | "One Dance"          | Drake com Wizkid e Kyla            | [ 5 ]       |
| 27/2016 | "One Dance"          | Drake com Wizkid e Kyla            |             |
| 28/2016 | "This One's for You" | David Guetta com Zara Larsson      |             |
| 29/2016 | "This One's for You" | David Guetta com Zara Larsson      |             |
| 30/2016 | "One Dance"          | Drake com Wizkid e Kyla            |             |
| 31/2016 | "Cold Water"         | Major Lazer com Justin Bieber e MØ |             |
| 32/2016 | "Cold Water"         | Major Lazer com Justin Bieber e MØ |             |
| 33/2016 | "Cold Water"         | Major Lazer com Justin Bieber e MØ |             |
| 34/2016 | "Cold Water"         | Major Lazer com Justin Bieber e MØ |             |
| 35/2016 | "Let Me Love You"    | DJ Snake com Justin Bieber         |             |
| 36/2016 | "Let Me Love You"    | DJ Snake com Justin Bieber         |             |
| 37/2016 | "Let Me Love You"    | DJ Snake com Justin Bieber         |             |
| 38/2016 | "Let Me Love You"    | DJ Snake com Justin Bieber         |             |
| 39/2016 | "Let Me Love You"    | DJ Snake com Justin Bieber         |             |
| 40/2016 | "Let Me Love You"    | DJ Snake com Justin Bieber         |             |
| 41/2016 | "Let Me Love You"    | DJ Snake com Justin Bieber         |             |
| 42/2016 | "Let Me Love You"    | DJ Snake com Justin Bieber         |             |
| 43/2016 | "Starboy"            | The Weeknd com Daft Punk           |             |
| 44/2016 | "Starboy"            | The Weeknd com Daft Punk           |             |
| 45/2016 | "Starboy"            | The Weeknd com Daft Punk           |             |
| 46/2016 | "Starboy"            | The Weeknd com Daft Punk           |             |
| 47/2016 | "Starboy"            | The Weeknd com Daft Punk           |             |
| 48/2016 | "Starboy"            | The Weeknd com Daft Punk           |             |
| 49/2016 | "Starboy"            | The Weeknd com Daft Punk           |             |
| 50/2016 | "Starboy"            | The Weeknd com Daft Punk           |             |
| 51/2016 | "Starboy"            | The Weeknd com Daft Punk           |             |
| 52/2016 | "Starboy"            | The Weeknd com Daft Punk           |             |